# Bessemer City
Bessemer City is een plaats (city) in de Amerikaanse staat North Carolina, en valt bestuurlijk gezien onder Gaston County.

## Demografie
Bij de volkstelling in 2000 werd het aantal inwoners vastgesteld op 5119.
In 2006 is het aantal inwoners door het United States Census Bureau geschat op 5386, een stijging van 267 (5,2%).

## Geografie
Volgens het United States Census Bureau beslaat de plaats een oppervlakte van
11,1 km², waarvan 11,0 km² land en 0,1 km² water. Bessemer City ligt op ongeveer 304 m boven zeeniveau.
Ten zuiden van de plaats ligt het Crowders Mountain State Park met daarin de bergtoppen Crowder's Mountain en The Pinnacle.

## Plaatsen in de nabije omgeving
De onderstaande figuur toont nabijgelegen plaatsen in een straal van 16 km rond Bessemer City.